# Lista mistrzowskich sezonów Chicago Bulls

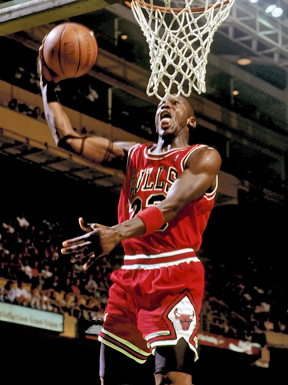
Michael Jordan, najwybitniejszy zawodnik Chicago Bulls

Lista mistrzowskich sezonów Chicago Bulls – lista sezonów, w których Chicago Bulls zdobyli mistrzostwo National Basketball Association.

## 1991
W sezonie zasadniczym drużyna osiągnęła bilans 61-21.
Michael Jordan, zdobywając 31,5 pkt. na mecz zwyciężył kategorii najlepiej punktującego. Został MVP sezonu zasadniczego oraz MVP Finałów. Wybrano go także do pierwszej piątki ligi i pierwszej piątki obrońców. Zagrał w Meczu Gwiazd. Scottie Pippen został wybrany do drugiej piątki obrońców. Craig Hodges zwyciężył w konkursie rzutów za 3 pkt. podczas Weekendu Gwiazd.

### Występy wplay offs
- 3-0 z New York Knicks
- 4-1 z Philadelphia 76ers
- 4-0 z Detroit Pistons (finał konferencji)
- 4-1 z Los Angeles Lakers (finał)

### Zawodnicy
- Michael Jordan
- Scottie Pippen
- Horace Grant
- Bill Cartwright
- B.J. Armstrong
- John Paxson
- Cliff Levingston
- Scott Williams
- Craig Hodges
- Stacey King
- Will Perdue
- Dennis Hopson
- trener Phil Jackson

## 1992
W sezonie zasadniczym drużyna osiągnęła bilans 67-15.
Michael Jordan, zdobywając 30,1 pkt. na mecz zwyciężył kategorii najlepiej punktującego. Został MVP sezonu zasadniczego oraz MVP Finałów. Wybrano go także do pierwszej piątki ligi i pierwszej piątki obrońców. Zagrał w Meczu Gwiazd. Scottie Pippen został wybrany do drugiej piątki ligi i pierwszej piątki obrońców, zagrał także w Meczu Gwiazd. Craig Hodges zwyciężył w konkursie rzutów za 3 pkt. podczas Meczu Gwiazd.

### Występy wplay offs
- 3-0 z Miami Heat
- 4-3 z New York Knicks
- 4-2 z Cleveland Cavaliers (finał konferencji)
- 4-2 z Portland Trail Blazers (finał)

### Zawodnicy
- Michael Jordan
- Scottie Pippen
- Horace Grant
- Bill Cartwright
- B.J. Armstrong
- John Paxson
- Cliff Levingston
- Scott Williams
- Bobby Hansen
- Stacey King
- Will Perdue
- Craig Hodges
- Dennis Hopson
- Mark Randall
- Roy Sparrow
- Chuck Nevitt
- trener Phil Jackson

## 1993

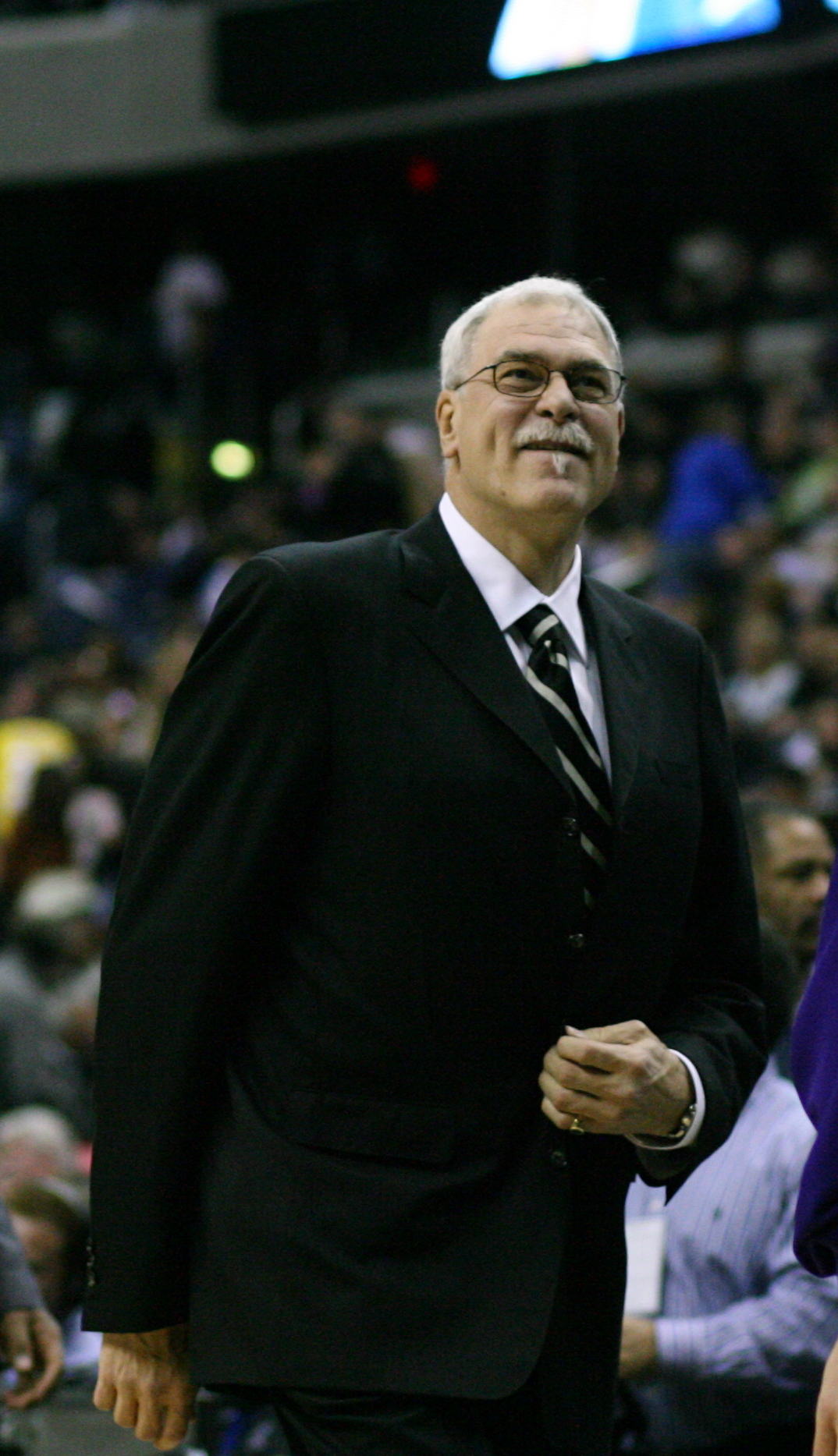
Phil Jackson poprowadził Bulls do sześciu tytułów mistrzowskich

W sezonie zasadniczym drużyna osiągnęła bilans 57-25.
Michael Jordan, zdobywając 32,6 pkt. na mecz zwyciężył kategorii najlepiej punktującego. Został MVP Finałów. Wybrano go także do pierwszej piątki ligi i pierwszej piątki obrońców. Zagrał w Meczu Gwiazd. Scottie Pippen został wybrany do trzeciej piątki ligi i pierwszej piątki obrońców, zagrał także w Meczu Gwiazd. Horace Grant został wybrany do pierwszej piątki obrońców.

### Występy wplay offs
- 3-0 z Atlanta Hawks
- 4-0 z Cleveland Cavaliers
- 4-2 z New York Knicks (finał konferencji)
- 4-2 z Phoenix Suns (finał)

### Zawodnicy
- Michael Jordan
- Scottie Pippen
- Horace Grant
- Bill Cartwright
- B.J. Armstrong
- John Paxson
- Scott Williams
- Stacey King
- Trent Tucker
- Will Perdue
- Rodney McCray
- Ricky Blanton
- Darrell Walker
- Corey Williams
- Joe Courtney
- Ed Nealy
- JoJo English
- trener Phil Jackson

## 1996
W sezonie zasadniczym drużyna osiągnęła bilans 72-10.
Michael Jordan, zdobywając 30,4 pkt. na mecz zwyciężył kategorii najlepiej punktującego. Został MVP sezonu zasadniczego, MVP Finałów oraz MVP Meczu Gwiazd. Wybrano go także do pierwszej piątki ligi i pierwszej piątki obrońców. Zagrał w Meczu Gwiazd. Scottie Pippen został wybrany do pierwszej piątki ligi i pierwszej piątki obrońców, zagrał także w Meczu Gwiazd. Dennis Rodman, zdobywając 14,9 zbiórki na mecz został pierwszym zbierającym ligi. Został wybrany do pierwszej piątki obrońców. Toni Kukoč został Rezerwowym Roku. Phil Jackson został Trenerem Roku. Jerry Krause został Działaczem Klubowym Roku.

### Występy wplay offs
- 3-0 z Miami Heat
- 4-1 z New York Knicks
- 4-0 z Orlando Magic (finał konferencji)
- 4-2 z Seattle Supersonics (finał)

### Zawodnicy
- Michael Jordan
- Scottie Pippen
- Ron Harper
- Toni Kukoč
- Dennis Rodman
- Steve Kerr
- Luc Longley
- Bill Wennington
- James Edwards
- Jason Caffey
- John Salley
- Jack Haley
- Dickey Simpkins
- Randy Brown
- Jud Buechler
- trener Phil Jackson

## 1997

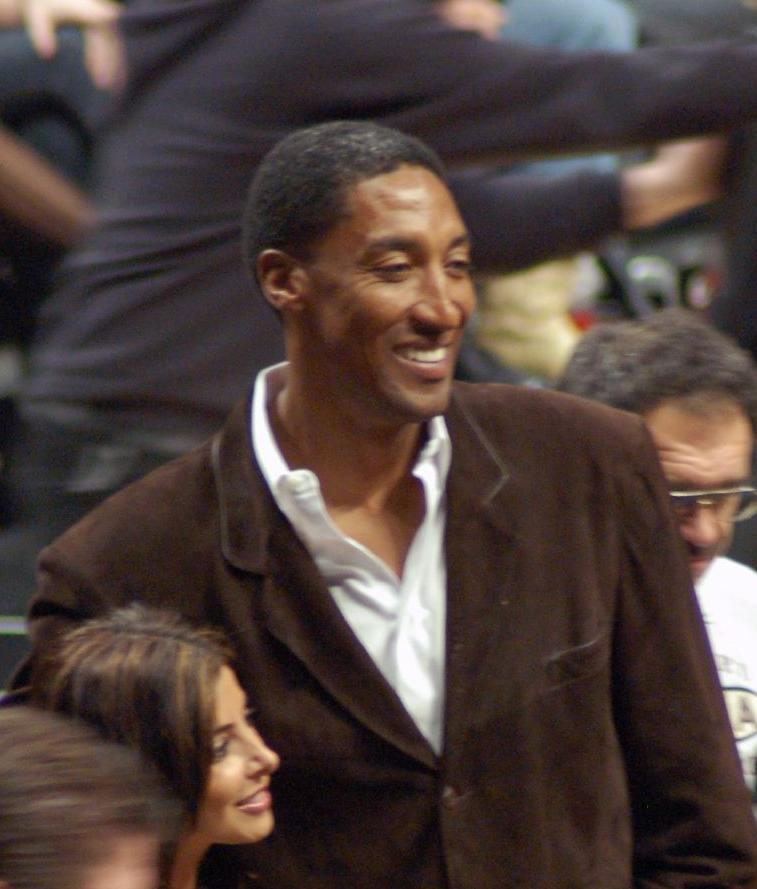
Scottie Pippen sześciokrotny mistrz NBA z Bulls

W sezonie zasadniczym drużyna osiągnęła bilans 69-13.
Michael Jordan, zdobywając 29,6 pkt. na mecz zwyciężył kategorii najlepiej punktującego. Został MVP Finałów. Wybrano go także do pierwszej piątki ligi i pierwszej piątki obrońców. Zagrał w Meczu Gwiazd. Scottie Pippen został wybrany do drugiej piątki ligi i pierwszej piątki obrońców, zagrał także w Meczu Gwiazd. Dennis Rodman, zdobywając 16,1 zbiórki na mecz został pierwszym zbierającym ligi. Steve Kerr zwyciężył w konkursie rzutów za 3 pkt. podczas Meczu Gwiazd.

### Występy wplay offs
- 3-0 z Washington Bullets
- 4-1 z Atlanta Hawks
- 4-1 z Miami Heat (finał konferencji)
- 4-2 z Utah Jazz (finał)

### Zawodnicy
- Michael Jordan
- Scottie Pippen
- Ron Harper
- Toni Kukoč
- Dennis Rodman
- Steve Kerr
- Luc Longley
- Bill Wennington
- Jason Caffey
- Randy Brown
- Jud Buechler
- Brian Williams aka Bison Dele
- Robert Parish
- Dickey Simpkins
- Matt Steigenga
- trener Phil Jackson

## 1998
W sezonie zasadniczym drużyna osiągnęła bilans 62-20.
Michael Jordan, zdobywając 28,7 pkt. na mecz zwyciężył kategorii najlepiej punktującego. Został MVP sezonu zasadniczego, MVP Finałów oraz MVP Meczu Gwiazd. Wybrano go także do pierwszej piątki ligi i pierwszej piątki obrońców. Zagrał w Meczu Gwiazd. Scottie Pippen został wybrany do trzeciej piątki ligi i pierwszej piątki obrońców. Dennis Rodman, zdobywając 15,0 zbiórki na mecz został pierwszym zbierającym ligi.

### Występy wplay offs
- 3-0 z New Jersey Nets
- 4-1 z Charlotte Hornets
- 4-3 z Indiana Pacers (finał konferencji)
- 4-2 z Utah Jazz (finał)

### Zawodnicy
- Michael Jordan
- Scottie Pippen
- Ron Harper
- Toni Kukoč
- Luc Longley
- Bill Wennington
- Bill Cartwright
- Horace Grant
- B.J. Armstrong
- Jason Caffey
- Scott Burrell
- Randy Brown
- Dickey Simpkins
- Rusty LaRue
- Jud Buechler
- Joe Kleine
- Dennis Rodman
- Steve Kerr
- Keith Booth
- David Vaughn
- trener Phil Jackson